# Jan Willem van der Lelij
Jan Willem van der Lelij (Maassluis, 18 september 1847 – Coevorden, 9 januari 1920) was burgemeester van Coevorden van 30 oktober 1886 tot zijn overlijden op 9 januari 1920. Hij ligt begraven op de Algemene Begraafplaats Coevorden aan de Ballastweg.

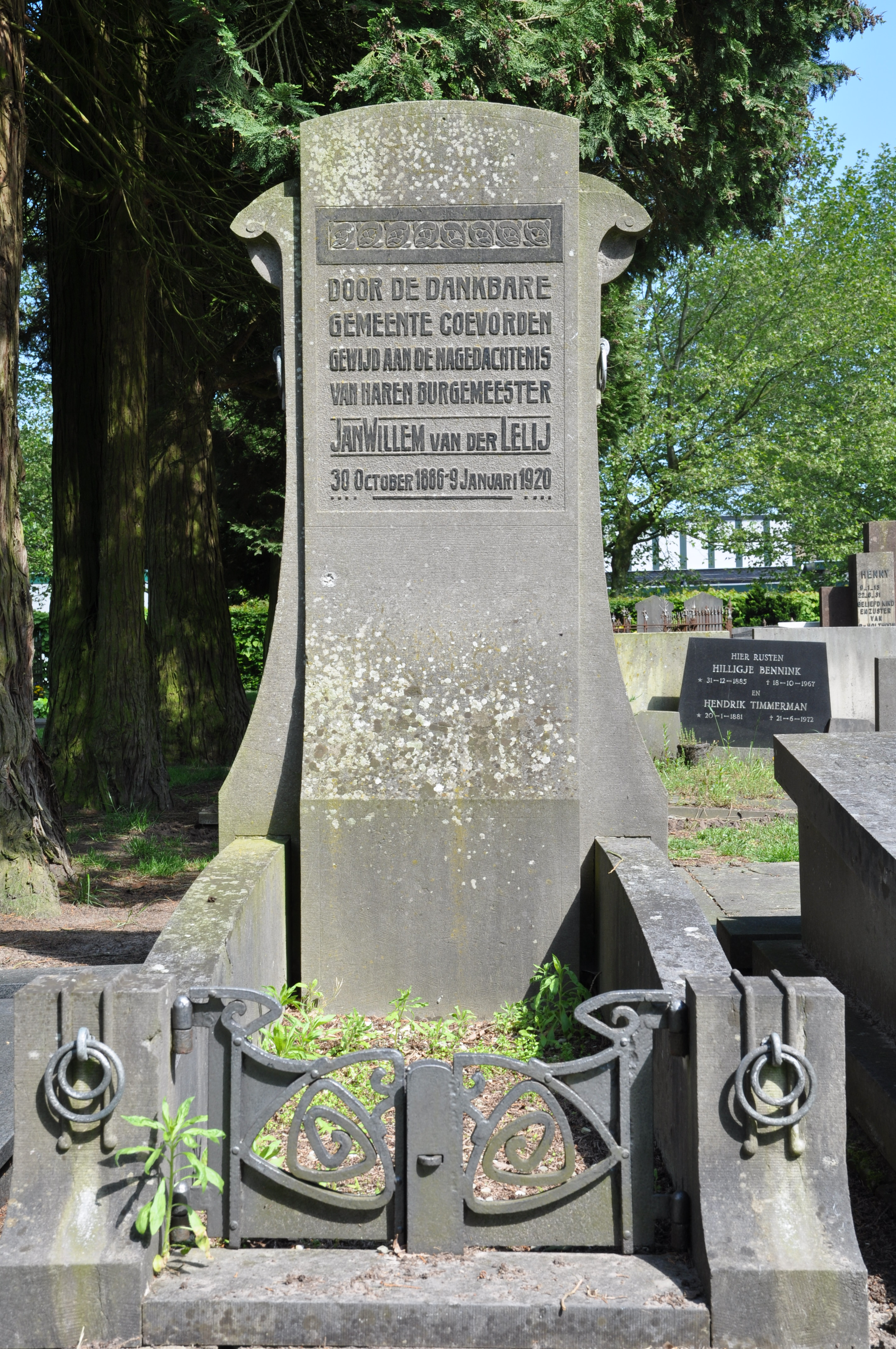
Graf van burgemeester Jan Willem van der Lelij